# Šūkliai
Šūkliai (hist., pol. Szukle) – wieś na Litwie położona w rejonie wyłkowyskim okręgu mariampolskiego, 12 km na północny zachód od Wyłkowyszek, w miejscu, gdzie rzeczka Szyrwinta wpada do rzeczki Szejmeny.

## Historia
Pierwsza wzmianka o Szuklach pochodzi z 1595 roku. Była to wtedy królewszczyzna. Król Zygmunt III Waza nadał wtedy tutejszy przywilej Janowi Wiśniewskiemu i jego żonie Halinie Bańkowskiej. W XVII wieku dobra te należały do majątku Olwita, później należącego do rodziny Gawrońskich herbu Rola. Wincenty Gawroński (~1783–1860) podzielił swój majątek w ten sposób, że jego młodszy syn Wiktor (~1820–?) otrzymał Olwitę i Szukle. Syn jego i Józefy z domu Godlewskiej (~1830–1866), Stanisław Gawroński (1860–1942, brat Wiktora – generała), żonaty z Heleną Lubomirską (1870–1950, siostrą Zdzisława) byli ostatnimi polskimi właścicielami Szukli. Włoski polityk Jas Gawronski jest ich wnukiem.
W 1868 roku majątek Wiktora Gawrońskiego liczył 1115 mórg, w tym 683 morgi gruntów ornych. Do wsi Szukle należało ponadto 831 mórg. Około 1893 roku Helena Lubomirska uzyskała zgodę władz carskich na uruchomienie ochronki dla dzieci we dworze. Ochronka ta była de facto tajną polską szkołą.
Rząd litewski w 1922 roku rozparcelował Szukle, pozostawiając przy dworze 80 ha ziemi. Ich właścicielem został żołnierz litewski Bronislovas Skomskis (1864–1935), później właścicielami pozostałości po majątku byli O. Sulinskas, V. Povilaitis, Juozas Alex.
| rok  | liczba ludności |
| ---- | --------------- |
| 1827 | 410             |
| 1880 | 607             |
| 1923 | 452             |
| 2001 | 48              |
| 2011 | 37              |

## Przynależność administracyjna
Po III rozbiorze Polski w 1795 roku Szukle, wcześniej wchodzące w skład województwa trockiego Rzeczypospolitej, znalazły się na terenie powiatu wyłkowyskiego guberni suwalskiej Królestwa Kongresowego. W drugiej połowie XIX wieku należały do gminy Zielonka i parafii Olwita.
Od 1920 roku Szukle należą do Litwy, która w okresie 1940–1990, jako Litewska Socjalistyczna Republika Radziecka, wchodziła w skład ZSRR. Nazwa miejscowości została zmieniona na Šūkliai.

## Dwór
Wincenty Gawroński w połowie XIX wieku wzniósł nowy pałac dla swego syna Wiktora. Pałac został zbudowany na fundamentach starego zamku krzyżackiego, z którego pozostawiono jedynie w środkowej części sklepioną sień o potężnych murach oraz kaplicę w rogu budynku, nad którą dobudowano wieżę. Nad parterową budowlą Wiktor dobudował piętro. Od strony ogrodowej dobudowano werandę. Wszystko to spowodowało, że pałac nie charakteryzował się żadnym stylem. Mimo tego w ciągu stu lat jego użytkowania właściciele majątku zgromadzili w murach pałacu potężną kolekcję dzieł sztuki, oraz imponującą bibliotekę liczącą ponad 8 tysięcy woluminów. Wśród nich rękopisy i starodruki, jak np. akt nadania Pojezior przez króla Kazimierza Jagiellończyka Michałowi Glińskiemu, wiele edycji Biblii, w tym wydanie Wujka. Na ścianach wisiały obrazy, w tym pędzla: Davida Teniersa, Jacoba (?) Ruisadela, Caspara Netschera i innych, portrety członków rodziny autorstwa Jana Chrzciciela Lampiego (starszego). Wisiały również obrazy polskich malarzy, m.in. Józefa Brandta (Powrót Napoleona spod Moskwy), Juliusza Kossaka, Juliana Fałata, kolekcje sztychów Jeremiasza Falcka i Wilhelma Hondiusa. Wielki salon był umeblowany w stylu Ludwika XV z epoki.
Dwór był otoczony rozległym parkiem krajobrazowym w stylu angielskim, przez który przepływała Szyrwinta. Przed domem rozciągał się ogromny gazon. W parku były dwa dekoracyjne stawy. Pozostałość po parku, o powierzchni 8,9 ha, jest pomnikiem przyrody.
Szukle zostały zbombardowane i spalone wraz z prawie całą zawartością w czasie I wojny światowej. Niewielką część kolekcji uratowano, wywożąc niektóre dzieła do Pojezior. W okresie międzywojennym w zabudowaniach dworu funkcjonowała szkoła, później niektóre z budynków były zamieszkane. W okresie radzieckim pozostałości po dworze i świreniu (budynek gospodarczy na siano) popadały w ruinę i dziś już pozostały jedynie zalane częściowo wodą resztki ruin.
Majątek Szukle został opisany w 3. tomie Dziejów rezydencji na dawnych kresach Rzeczypospolitej Romana Aftanazego.